# Lina Basquette
Lina Basquette, née Lena Copeland Baskette le 19 avril 1907 à San Mateo (Californie) et morte le 30 septembre 1994 à Wheeling (Virginie-Occidentale), est une actrice américaine qui fut remarquée autant pour sa vie sentimentale et ses neuf mariages, que pour ses 75 années passées dans le divertissement et commencées avec le cinéma muet.

## Premières années
Elle est la fille de Frank Baskette, le propriétaire d'un magasin, et de Gladys Lee Rosenberg. Après la mort de son père et le remariage de sa mère avec le chorégraphe Ernest Belcher, Lina et sa demi-sœur Marge Champion connaissent un début précoce dans le monde du spectacle. Lina danse pour les Ziegfeld Follies à New York, et elle obtint à l'âge de neuf ans son premier contrat avec les studios Universal pour une série de films muets, les Lena Baskette Featurettes.

## Carrière

### Premiers succès
En 1923, les producteurs des Ziegfeld Follies la désignent « première ballerine d'Amérique ».
En 1928, Lina Basquette fut l'une des treize WAMPAS Baby Stars, puis elle tourne l'année suivante dans le film de Frank Capra, Loin du ghetto (The Younger Generation).
Toujours en 1929, elle joue dans La Fille sans dieu (The Godless Girl), un film qui lui donne son rôle le plus marquant puisqu'elle intitulera son autobiographie Lina : DeMille's Godless Girl. Dans ce film de Cecil B. DeMille, réalisé pendant la transition entre le cinéma muet et le cinéma parlant, elle tient le rôle principal, celui de Queen Silver, inspiré d'une personne réelle,, une enfant prodige, libre penseuse et socialiste. Le personnage principal, dirigeant un groupe athée dans un collège, force ses membres à renoncer à la Bible en plaçant leurs mains sur la tête d'un singe vivant. Dans une scène marquante, DeMille poussa le réalisme jusqu'à filmer une maison de correction en flammes.

### Après les premiers succès
Après La Fille sans dieu, Lina Basquette devient la star des films suivants de Cecil B. DeMille, et épouse sonn chef opérateur, J. Peverell Marley.
À partir de 1930, sans le sou, elle passe une grande partie de son temps dans des fêtes avec les actrices Jean Harlow, Clara Bow et Carole Lombard.

### Dernières années
En 1991, Lina Basquette est choisie pour interpréter Nada dans le film Paradise Park de Daniel Boyd. Elle y interprète une grand-mère qui rêve que Dieu viennne exaucer les souhaits des résidents d'un parc de caravaning.
Selon la nécrologie parue dans le New York Times, « de 1947 à 1974, elle géra des élevages de chiens à Bucks County. Elle devient l'un des éleveurs les plus réputés de dogues allemands dans l'histoire américaine des expositions canines, et elle écrit plusieurs livres sur l'élevage de chiens »,.

## Vie personnelle

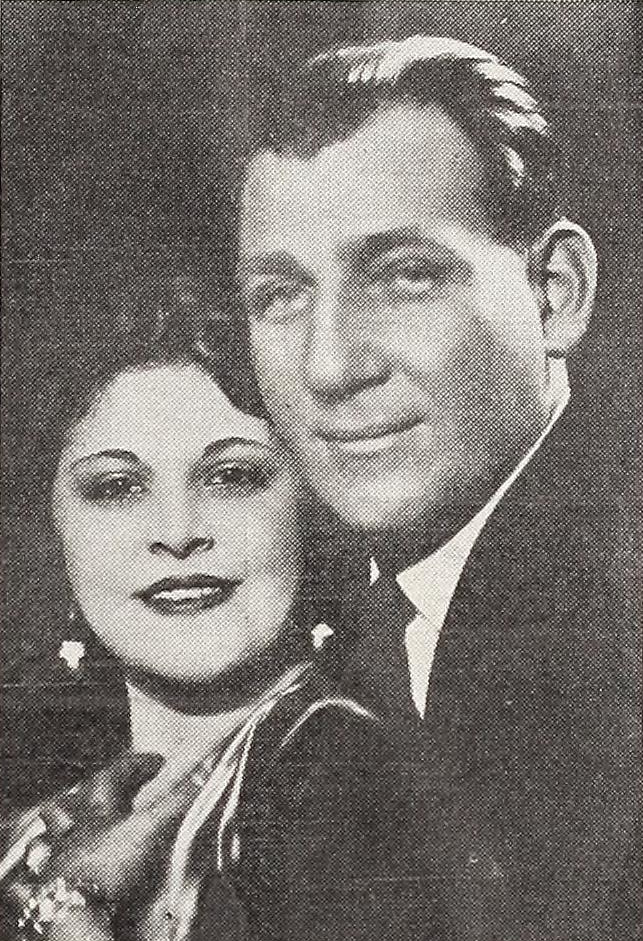
Lina Basquette avec son mari Sam Warner vers octobre 1926.

En 1925, Lina Basquette se marie avec Sam Warner, le cofondateur des studios Warner Brothers avec qui elle a une fille, Lita. Mère à 19 ans, elle fut veuve à 19. Il lui avait laissé 100 000 $ sur sa fortune, 40 000 $ issus d'une assurance-vie, une voiture, les biens du ménage et 85 dollars par semaine issus d'un fonds de la Warner. Mais quand Lina commença à négliger sa famille, Harry, le frère aîné de Sam, réussit à obtenir la garde de Lita en 1930. En 1931, divorcée de Marley et dépressive sans sa fille, Lina Basquette tente de se suicider en s'empoisonnant. Elle ne put revoir sa fille que deux fois dans les vingt années qui suivirent : en 1935, quand Harry Warner et sa famille déménagèrent à Los Angeles, et en 1947, quand Lita épousa le docteur Nathan Hiatt.
Dans son autobiographie, Lina Basquette raconte sa relation mouvementée avec le boxeur Jack Dempsey.
En 1943, elle est violée par un déserteur, qui fut condamné à vingt ans de prison après un procès très médiatisé.

## Mort
Lina Basquette meurt d'un cancer à l'âge de 87 ans dans sa maison de Wheeling. Elle possède son étoile sur le Hollywood Walk of Fame (trottoir des célébrités), au 1529 Vine Street.

## Filmographie partielle
- 1917 : The Star Witness d'Henry MacRae
- 1927 : Sérénade de Harry d'Abbadie d'Arrast
- 1928 : La Roue du destin (Wheel of Chance) d'Alfred Santell
- 1928 : Célébrité (Celebrity) de Tay Garnett
- 1929 : La Fille sans dieu ou Les Damnés du cœur (The Godless Girl) de Cecil B. DeMille
- 1929 : Loin du ghetto (The Younger Generation) de Frank Capra
- 1930 : The Dude Wrangler de Richard Thorpe
- 1931 : Goldie de Benjamin Stoloff
- 1931 : Le Tueur de l'Arizona (Arizona Terror) de Phil Rosen
- 1932 : Midnight Lady de Richard Thorpe
- 1932 : L'Express fantôme (The Phantom Express) d'Emory Johnson
- 1937 : Le Voilier maudit (Ebb Tide) de James P. Hogan
- 1938 : Rose of the Rio Grande de William Nigh
- 1938 : Quatre Hommes et une prière (Four Men and a Prayer) de John Ford
- 1938 : Les Flibustiers (The Buccaneer) de Cecil B. DeMille
- 1942 : A Night for Crime d'Alexis Thurn-Taxis
- 1991 : Paradise Park de Daniel Boyd